# بيتر إيوستاس
بيتر إيوستاس (بالإنجليزية: Peter Eustace)‏ هو لاعب كرة قدم ومدرب كرة قدم بريطاني، ولد في 31 يوليو 1944 في Stocksbridge ‏ في المملكة المتحدة. لعب مع شيفيلد وينزداي ونادي بيتربورو يونايتد ونادي روذرهام يونايتد ووست هام يونايتد.

## روابط خارجية
- بيتر إيوستاس على موقع قاعدة بيانات كرة القدم.إي يو (الإنجليزية)
- بيتر إيوستاس على موقع عالم كرة القدم.نت (الإنجليزية)